# Hermann Hoffmann
Heinrich Karl Hermann Hoffmann, född 22 april 1819 i Rödelheim (Frankfurt am Main), död 26 oktober 1891 i Giessen, var en tysk botaniker och mykolog.
Hoffmann studerade först medicin vid Giessens universitet. År 1839 studerade han psykologi hos Johannes Peter Müller i Berlin. Verkade som praktiserande läkare och docent i Giessen, men övergick snart till botaniken, där han intresserade sig mest för fröväxter. Hoffmann gjorde klassiska arbeten inom mykologi och bakteriologi, där särskilt jästsvamparnas och bakteriernas utvecklingshistoria var föremål för forskning, vidare inom växtgeografi, klimatologi och särskilt fenologi, där hans undersökningar varit banbrytande. Han har gjort omfattande iakttagelser över växternas variation, och publicerat arbeten om växternas sömn.
Auktorsnamnet H.Hoffm. kan användas för Hermann Hoffmann i samband med ett vetenskapligt namn inom botaniken; se Wikipediaartiklar som länkar till auktorsnamnet.

## Karriär
- 1841 Dr. med. i Gissen
- 1842 Privatdozent
- 1842 Praktiserande läkare
- Docent i Giessen
- 1848 Extra ordinarie professor
- 1851 Föreståndare för botaniska trädgården i Giessen
- 1853 Professor i botanik vid Giessens universitet
- 1874 Ledamot i Deutsche Akademie der Naturforscher Leopoldina – Nationale Akademie der Wissenschaften

## Publikationer
- Schilderung der deutschen Pflanzenfamilien vom botanisch-deskriptiven und physiologisch-chemischen Standpunkte, Giessen 1846
- Nomenklatur zu F. L. Walter's Flora von Giessen, 1849
- Untersuchungen über den Pflanzenschlaf, Giessen 1851
- Pflanzenverbreitung und Pflanzenwanderung, Darmstadt 1852
- Witterung und Wachstum, oder Grundzüge der Pflanzenklimatalogie, Leipzig 1857
- Lehrbuch der Botanik, Darmstadt 1857
- Icones analyticae fungorum. Abbildungen und Beschreibungen von Pilzen mit besonderer Berücksichtigung auf Anatomie und Entwickelungsgeschichte,(4 häften med 24 bilder), Giessen 1861–1865
- Index fungorum: Sistens icones et specimina sicca nuperis temporibus edita: adjectis synonymis, Leipzig 1863
- Untersuchungen zur Bestimmung des Wertes von Spezies und Varietät, Giessen 1869.a)
- Mykologische Berichte (3 delar), 1870–1673
- Zur Speciesfrage, Haarlem 1875
- Nachträge zur Flora des Mittelrhein-Gebietes (8 delar), 1879–1889
- Pharmakologische Studien über die Alkaloide der Quebrachorinde,b) 1884
- Resultate der wichtigsten pflanzenphänologischen Beobachtungen in Europa, 1885

––––––––––

a) I detta verk ingår ett långt utdrag från Gregor Mendels uppsats 1865 om ärflighetslagarna. Hoffmann ville med undersökningen ge underlag för stöd åt Charles Darwins teorier om evolution.
b) Bark från Quebracho-ved.

## Eponym
- Phaenohoffmannia Kuntze, 1891